# Yonathan del Valle
Yonathan Alexander del Valle Rodríguez (Guacara, Carabobo, Venezuela, 28 de mayo de 1990) es un futbolista venezolano que juega como delantero en el Carabobo Fútbol Club de la Primera División de Venezuela.

## Trayectoria
Llega al Deportivo Táchira proveniente del Unión Atlético Maracaibo, del cual sale por problemas personales con el equipo. Tras esta salida, ya firmó para el Club Atlético Huracán, que luego de unos partidos decidió rescindir su contrato pues pasó por alto el límite de extranjeros dentro del club. Unas semanas después el jugador vuelve al Deportivo Táchira.
Fue fichado por el AJ Auxerre de la Ligue 1 de Francia en 2011 luego de firmar por 4 años, después de 3 temporadas vistiendo la camiseta del Deportivo Táchira. Durante su estadía en Francia el delantero no vio acción con el Auxerre en la Ligue 1, jugó 1.285 minutos en 20 apariciones con el filial y anotó dos goles. Tras el descenso del AJ Auxerre es cedido por 1 año al Rio Ave Futebol Clube de la Primera División de Portugal.

## Selección nacional

### Selección Sub-20
El 25 de septiembre de 2009 se convirtió en el primer venezolano en anotar un gol en un mundial avalado por la FIFA, habiéndole marcado a Nigeria en la Copa Mundial de Fútbol Sub-20 de 2009 hecho que lo dejará anotado en los libros de estadísticas del balompié nacional. El gol representó la victoria en el debut de Venezuela sobre Nigeria (1-0), mientras que el 28 de septiembre logró un triplete contra Tahití en el triunfo venezolano de 8-0.
En 2015 no fue convocado a la Copa América Chile 2015. En el año 2016 en la celebración del centenario de la misma Copa Copa América Centenario 2016, fue llamado por el equipo del nuevo director técnico Rafael Dudamel para representar a la selección nacional.

### Copa América
| Copa                    | Sede           | Resultado        | Partidos | Goles |
| ----------------------- | -------------- | ---------------- | -------- | ----- |
| Copa América Centenario | Estados Unidos | Cuartos de final | 2        | 0     |

## Clubes
| Club                             | País      | Año            | Partidos | Goles |
| -------------------------------- | --------- | -------------- | -------- | ----- |
| Carabobo F. C.                   | Venezuela | 2005-2006      | 0        | 0     |
| U. A. Maracaibo                  | Venezuela | 2006-2007      | 10       | 0     |
| C. A. Huracán                    | Argentina | 2007-2008      | 0        | 0     |
| Deportivo Táchira                | Venezuela | 2008-2011      | 39       | 5     |
| A. J. Auxerre                    | Francia   | 2011           | 0        | 0     |
| A. J. Auxerre "II"               | Francia   | 2011-2012      | 20       | 2     |
| Rio Ave F. C.                    | Portugal  | 2012-2013      | 40       | 4     |
| F. C. Paços de Ferreira (cedido) | Portugal  | 2013-2014      | 19       | 4     |
| Rio Ave F. C.                    | Portugal  | 2014           | 36       | 8     |
| Kasımpaşa S. K.                  | Turquía   | 2015-2016      | 35       | 7     |
| Bursaspor                        | Turquía   | 2016-2017      | 26       | 2     |
| Gaziantep BB                     | Turquía   | 2017-2019      | 60       | 15    |
| Giresunspor                      | Turquía   | 2019-2020      | 32       | 7     |
| Bandırmaspor                     | Turquía   | 2020-2021      | 28       | 6     |
| Ümraniyespor                     | Turquía   | 2021-2023      | 52       | 10    |
| Eyüpspor                         | Turquía   | 2023           | 15       | 1     |
| Sakaryaspor                      | Turquía   | 2023-2025      | 35       | 16    |
| Pendikspor                       | Turquía   | 2025           | 27       | 5     |
| Carabobo F. C.                   | Venezuela | 2025- Presente | 0        | 0     |

## Palmarés

### Campeonatos nacionales
| Título           | Club              | País      | Año  |
| ---------------- | ----------------- | --------- | ---- |
| Primera División | Deportivo Táchira | Venezuela | 2011 |